# 16095 Lorenball
16095 Lorenball è un asteroide della fascia principale. Scoperto nel 1999, presenta un'orbita caratterizzata da un semiasse maggiore pari a 2,3430675 au e da un'eccentricità di 0,0575331, inclinata di 6,94941° rispetto all'eclittica.
L'asteroide è dedicato all'astronomo statunitense Loren C. Ball.